# Stará Ľubovňa (distrito)
O distrito de Stará Ľubovňa (eslovaco: Okres Stará Ľubovňa) é uma unidade administrativa da Eslováquia, situada na região de Prešov, com 52.968 habitantes (censo de 2021) e uma superfície de 624 km². Sua capital é a cidade de Stará Ľubovňa.

## Demografia
| Ano:        | 1994   | 2004   | 2014   | 2024   |
| ----------- | ------ | ------ | ------ | ------ |
| Broj ljudi: | 48 627 | 51 373 | 53 379 | 53 392 |
| Razlika:    |        | +5,64% | +3,90% | +0,02% |

| Ano:               | 2023   | 2024   |
| ------------------ | ------ | ------ |
| Número de pessoas: | 53 107 | 53 392 |
| Diferença:         |        | +0,53% |

## Cidades
- Podolínec
- Stará Ľubovňa (capital)

## Municípios
- Čirč
- Ďurková
- Forbasy
- Hajtovka
- Haligovce
- Hniezdne
- Hraničné
- Hromoš
- Chmeľnica
- Jakubany
- Jarabina
- Kamienka
- Kolačkov
- Kremná
- Kyjov
- Lacková
- Legnava
- Lesnica
- Litmanová
- Lomnička
- Ľubotín
- Malý Lipník
- Matysová
- Mníšek nad Popradom
- Nižné Ružbachy
- Nová Ľubovňa
- Obručné
- Orlov
- Plaveč
- Plavnica
- Pusté Pole
- Ruská Voľa nad Popradom
- Starina
- Stráňany
- Sulín
- Šambron
- Šarišské Jastrabie
- Údol
- Veľká Lesná
- Veľký Lipník
- Vislanka
- Vyšné Ružbachy